# Motociklistična Velika nagrada Južne Afrike
Motociklistična Velika nagrada Južne Afrike je bila motociklistična dirka svetovnega prvenstva med sezonama 1983 in 2004.

## Zmagovalci
| Leto | Dirkališče | 125 cm³            | 250 cm³             | Moto GP         | Poročilo |
| ---- | ---------- | ------------------ | ------------------- | --------------- | -------- |
| 2004 | Welkom     | Andrea Dovizioso   | Dani Pedrosa        | Valentino Rossi | Poročilo |
| 2003 | Welkom     | Dani Pedrosa       | Manuel Poggiali     | Sete Gibernau   | Poročilo |
| 2002 | Welkom     | Manuel Poggiali    | Marco Melandri      | Tohru Ukawa     | Poročilo |
| Leto | Dirkališče | 125 cm³            | 250 cm³             | 500³            | Poročilo |
| 2001 | Welkom     | Youichi Ui         | Daijiro Kato        | Valentino Rossi | Poročilo |
| 2000 | Welkom     | Arnaud Vincent     | Shinya Nakano       | Garry McCoy     | Poročilo |
| 1999 | Welkom     | Gianluigi Scalvini | Valentino Rossi     | Max Biaggi      | Poročilo |
| 1992 | Kyalami    | Jorge Martinez     | Max Biaggi          | John Kocinski   | Poročilo |
| 1985 | Kyalami    |                    | Freddie Spencer     | Eddie Lawson    | Poročilo |
| 1984 | Kyalami    |                    | Patrick Fernandez   | Eddie Lawson    | Poročilo |
| 1983 | Kyalami    |                    | Jean-François Baldé | Freddie Spencer | Poročilo |